# Naundorf (Radebeul)

Altnaundorf: Blick von Norden Richtung Gasthof, um 1900

Naundorf, bis 1923 eine selbstständige Landgemeinde und eine der zehn Lößnitzortschaften, ist heute ein Stadtteil sowie eine Gemarkung von Radebeul im Landkreis Meißen in Sachsen. Er liegt am westlichen Stadtrand und grenzt an Zitzschewig und Coswig, im Osten grenzte er an Kötzschenbroda, Niederlößnitz und Kötzschenbroda Oberort sowie Lindenau bis zur nördlichen Stadtgrenze. Zentrum von Naundorf als ovales Angerdorf mit Gewannflur ist der nach Norden und Süden offene Anger Altnaundorf mit seinen 32 denkmalgeschützten, giebelständigen Höfen (siehe Liste der denkmalgeschützten Bauernhäuser in Radebeul), der alten Schule und dem Ehrenmal. Die Gemarkung hatte im Jahr 1900 eine Größe von 428 Hektar, sie reicht von den Elbwiesen über die Weinbergsflur, zu der auch der Himmelsbusch gehört, nach Norden bis auf die Busch- und Waldflur der Hochebene nordwestlich von Lindenau.

## Geschichte

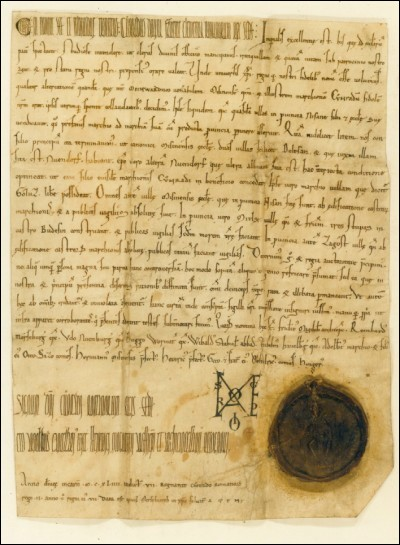
Die erste urkundliche Erwähnung Naundorfs 1144

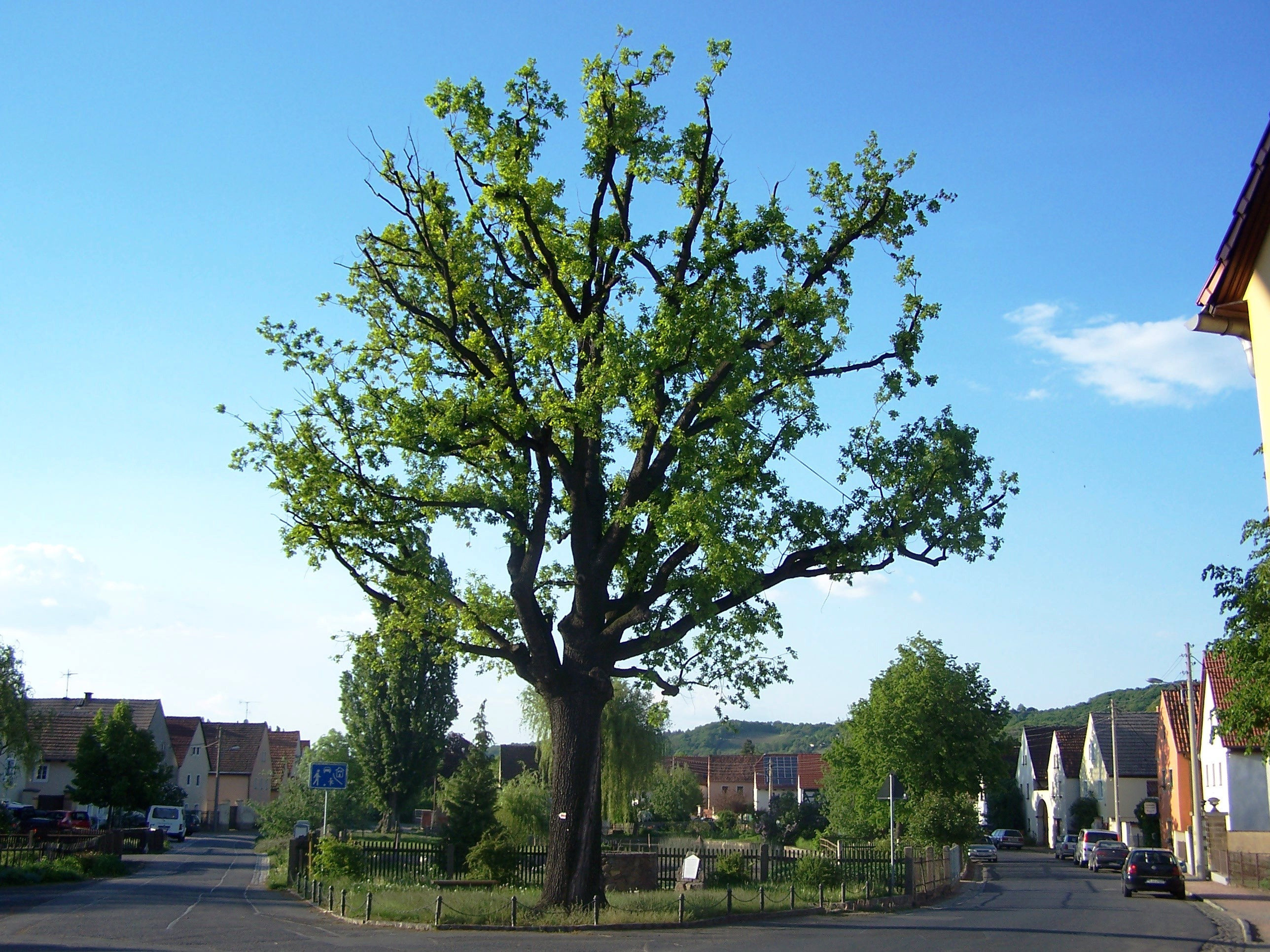
Altnaundorf: Blick von Süden. Im Vordergrund die Bismarckeiche, die 2009 wegen Pilzbefalls gefällt werden musste und durch einen neuen Baum ersetzt wurde

Der Ort wurde von allen Lößnitzortschaften als frühester bereits 1144 erstmals erwähnt, als „altera Nuendorf, quae ultra Albiam sita est“ in einer Urkunde des römisch-deutschen Königs Konrad III. zu Beginn der Herrschaft Heinrichs des Löwen und noch vor der Erwähnung Dresdens. In dieser Urkunde aus der Zeit der Deutschen Ostsiedlung wird zwischen dem Bischof von Meißen und dem Markgrafen von Meißen Konrad I. über den Besitz einiger Orte im Gau Nisan entschieden. Dabei wurde festgelegt, dass das Dorf zwar im Besitz des Bischofs bleibe, aber dem Sohn des Markgrafen zum Lehen zu geben sei. Und dass dies „in allen folgenden Zeiten rechtskräftig und unvermindert in Gültigkeit bleiben soll“. Der Name der Ortschaft bedeutet „Neues Dorf“, was auf eine sächsische Neugründung hinweist, die damit wohl jünger ist als die durch Aufsiedlung von umliegenden westslawischen Gründungen entstandenen Orte wie im benachbarten Zitzschewig mit seiner typisch elbslawischen Siedlungsform (Rundling).
Zwischen 1292 und 1312 wird öfters ein Ministeriale namens Heinrich von Nuwendorf erwähnt, der auch einen Rittersitz (Hofstelle) in Naundorf hatte.
Ab 1349 ist ein Gasthof, das Brauschenkengut am Anger, nachgewiesen. Ab dieser Zeit waren neben der Schenke auch 9,5 Hufen des Dorfes (von 16 Hufen, die an Halbhufner verteilt waren), das zum castrum Dresden gehörte, an die Dresdner Patrizierfamilie Kundige verlehnt, die dort einen Edelhof (Curia) hatte, der von einem Hofemann bewirtschaftet wurde. Im 15. Jahrhundert besaßen die Kundiges das Lehen über das ganze Dorf. An das Anwesen erinnert ein alter Flurname in Naundorf, das Vorwerksstück westlich des Dorfes. Zur gleichen Zeit besaßen die Kundiges auch Güter in Zitzschewig und in Wildberg.
1555 wurden in dem dem Amt Dresden unterstehenden Dorf 57 besessene Mann, Gärtner und Häusler sowie 27 Inwohner gezählt, die Dorfflur bestand aus 19 Hufen. Das Dorf war nach Kötzschenbroda gepfarrt. 1569 erwarben Naundorfer Bauern auf dem linken Elbufer Wiesen von dem aufgelösten Dorf Gruna, auf denen im 19. Jahrhundert die linkselbische Rampe der Elbbrücke gebaut wurde. Bis 1954 gehörten diese Flächen zum Radebeuler Stadtteil Am Fährhaus.
1590 wurde Naundorf grundherrschaftlich unmittelbares Amtsdorf von Dresden, nachdem es bereits seit dem 14. Jahrhundert unter dessen Verwaltung gestanden hatte. Die Gemeinde durfte Streu aus der Heide holen, dafür musste sie 57 Sicheltage im Kammergut, dem Ostravorwerk, leisten. Auch für das kurfürstliche Weingut Hoflößnitz waren zur Weinlese zehn Leute für eine Woche zu Frondiensten verpflichtet; weiterhin erhielt die Hoflößnitz Zinsdüngerfuhren aus Naundorf, die mit zwei Groschen verrechnet wurden. Ferner waren Holzfuhren für kurfürstliche Bauten zu leisten sowie Wolfsjagddienste.
Opfer der Pest von 1637 wurden auf dem Pestfriedhof von Naundorf, zwischen dem Großstückenweg und dem Horkenweg, beerdigt. Der Pestfriedhof trug im ältesten Flurbuch (von 1801) die Bezeichnung Gottesackerstück, die letzte Bestattung fand dort 1689 statt. Bei Erdarbeiten 1926 wurden einige der Gräber angeschnitten.

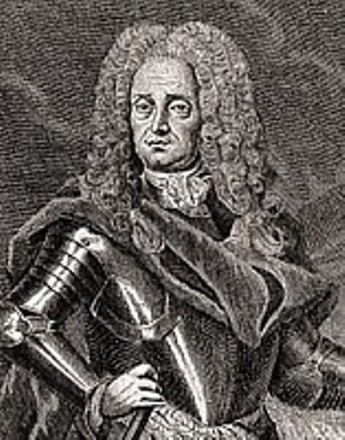
August Christoph Graf von Wackerbarth

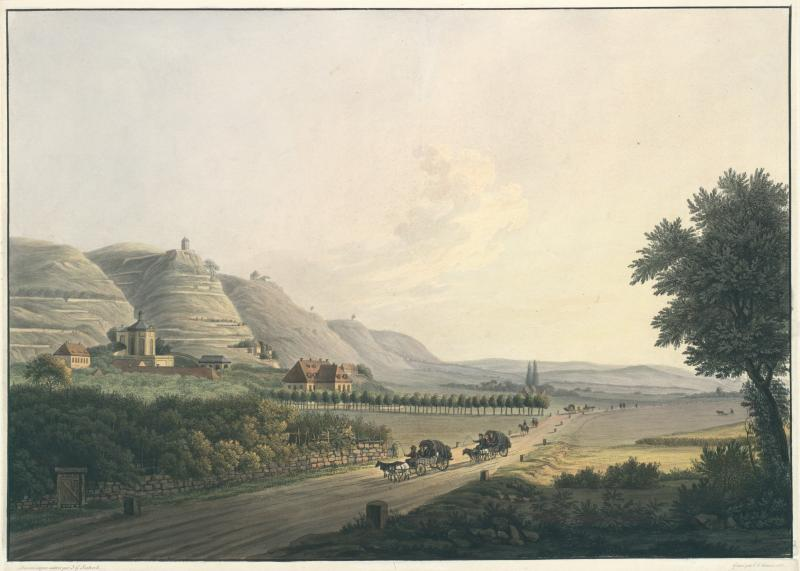
Christian Gottlob Hammer: Vue de Wackerbarthsruhe aux environs de Dresde, prise sur la grande Route de Leipzig, 1805.
Wackerbartsruhe lag bis 1839 auf Naundorfer Flur, ebenso der bildliche Vordergrund

Zwischen 1727 und 1730 ließ sich der Reichsgraf August Christoph von Wackerbarth auf Naundorfer Flur, unterhalb der von ihm aufgekauften Bischofsberge, durch den Baumeister Johann Christoph Knöffel seinen Alterssitz Wackerbarths Ruh’ errichten, der 1839 bei der Gründung von Niederlößnitz dort mit eingemeindet wurde.
1742 verklagten die Brauwirte der Kötzschenbrodaer Niederschänke und Oberschänke sowie des Gasthofs in Naundorf den Schankwirt der Winkelschänke auf dem Weinberg Liborius, in seinem Weinausschank unerlaubt Bier aus Cossebaude und Oberwartha auszuschenken. Die Klage wurde jedoch abschlägig beschieden, da „die Kötzschenbrodaer Richter und Schöppen das Bier der eigenen Schenken als schlecht und untrinkbar“ bezeichneten.
Der älteste bekannte größere Dorfbrand geschah 1748, damals wurden 15 Gehöfte in Asche gelegt. Der nächste größere Brand schädigte elf Höfe.
1764 lebten in Naundorf 29 besessene Mann, 17 Gärtner und 22 Häusler. Es bestand der Mahlzwang, dass jede der „16½ Hufen je 12 Scheffel“ Getreide in der Schiffsmühle in Kötzschenbroda zu entrichten hätten.
1775 erhielt Naundorf eine Feuerlöschordnung, die Feueressen aus Backstein vorschrieb sowie harte Bedachungen; darüber hinaus untersagte sie das Umherlaufen mit brennenden Kienspänen oder anderem offenen Licht. Zu dieser Zeit standen im Dorf selbst 31 Weinpressen. Die Reben wurden teilweise in der Talaue angebaut, was jedoch „nur einen weniger begehrten Wein erbrachte“, während die Ernte der in den höheren und Steillagen gelesenen Weine „doppelte Preise“ erzielen ließ. Nach den Missernten um 1800 wurden die Weingärten in der Ebene gerodet.
1787 erhielt Naundorf ein Schulgebäude (Altnaundorf 40). 1800 betrug die Einwohnerzahl 355, sie stieg bis 1900 auf 1.866.
Infolge der Befreiungskriege litt Naundorf in den Jahren 1812 und 1813.

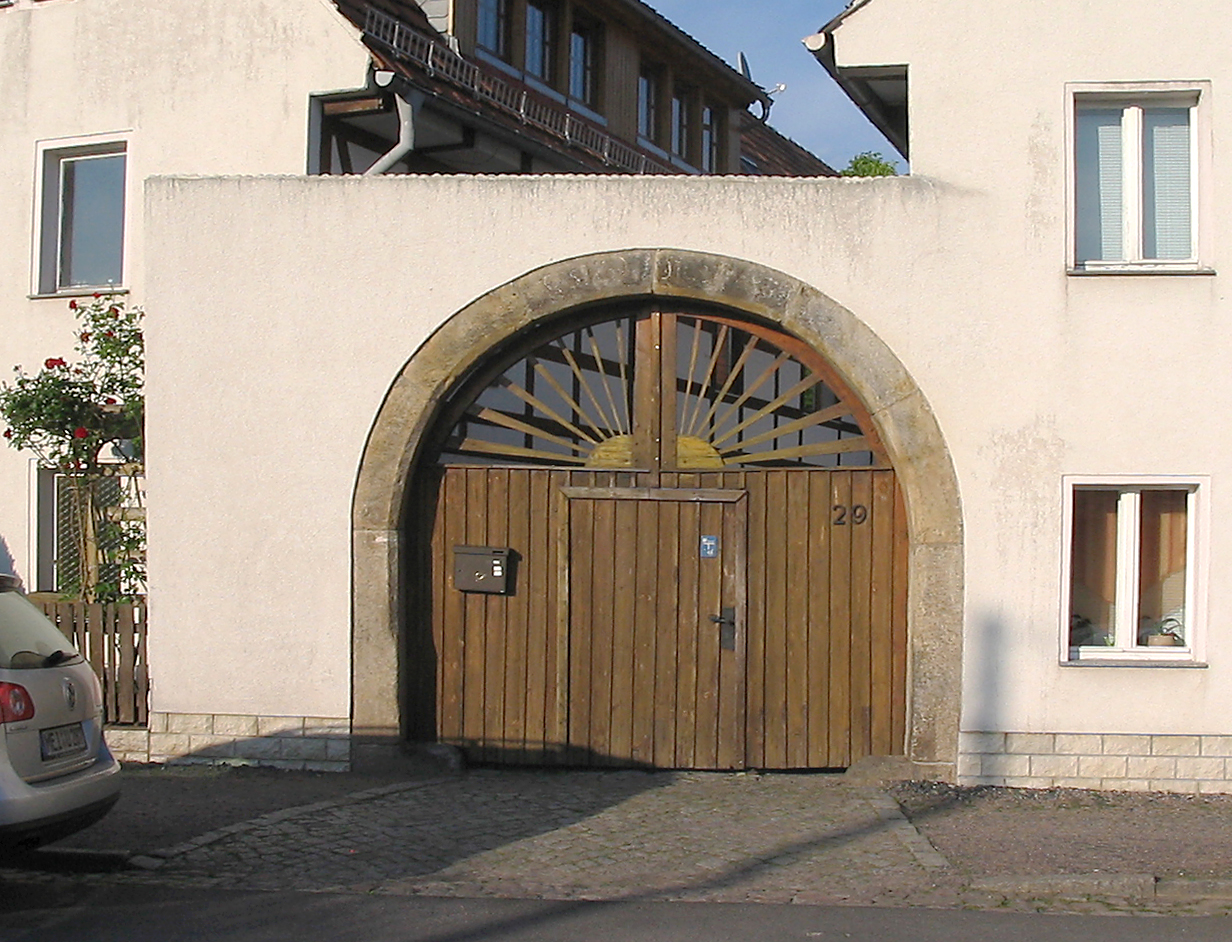
Das älteste erhaltene oberirdische Bauwerk nach dem Brand von 1822: Torbogen Altnaundorf 29, datiert 1597

1822 kam es zu einem verheerenden Dorfbrand, dem alle Häuser am Anger außer fünf zum Opfer fielen. Ausgangspunkt des Brandes war das Gehöft Altnaundorf 3, die verschonten Gehöfte waren Altnaundorf 19–23. Einer der wenigen Reste aus der Zeit vor dem Wiederaufbau ist neben den erhalten gebliebenen Kellergewölben das Tor des Dreiseithofs Altnaundorf 29 von 1597. Auch das alte Schulhaus überstand den Brand. In der Folgezeit wurden die giebelständigen Bauerngüter „nach dem gleichen Bauprinzip“ neu errichtet, was heute für den Anger mit dem mittigen Dorfteich ein „Bild von seltener Geschlossenheit“ ergibt und die häufige Datierung 1822 erklärt. Der zuständige Pfarrer Flemming von der Kirche zu Kötzschenbroda veranlasste eine Spendensammlung zu Gunsten der Opfer durch einen entsprechenden Aufruf in der Leipziger Zeitung. 1890 brannten erneut zahlreiche Scheunen ab.
1839 wurden, mit der Gründung von Niederlößnitz, die in der Weinbergsflur liegenden Herrengüter Wackerbarths Ruh’, Fliegenwedel und Neufriedstein, zur neu entstandenen Gemeinde Niederlößnitz zugeschlagen.
1876 wurde in Naundorf an der Bahnstrecke Berlin–Dresden die Haltestelle Bahnhof Naundorf eingerichtet, direkt nördlich der Elbüberquerung. Die Haltestelle wurde 1905, als Station Naundorf bei Dresden, zum Bahnhof aufgewertet. Heute handelt es sich bei Radebeul-Naundorf um einen Regionalbahn- und Regional-Express-Halt. 1878 wurde die Kaiserbrauerei mit Gaststätte errichtet (Meißner Straße 318), die 1910 bereits wieder einging. Heute sind dort ein Wohnhaus sowie ein Autohaus mit Werkstatt. An die Brauerei erinnert heute die auf der Rückseite anliegende Straße An der Kaiserbrauerei. Im selben Jahr erfolgte die Einweihung der neuerbauten Schule am Schützenweg, die die Alte Schule und Gemeindehaus am Anger ablöste, bis sie selbst durch den Schulneubau 1905 abgelöst wurde. 1894 eröffnete das Postamt Kötzschenbroda eine Posthilfstelle im Ort.

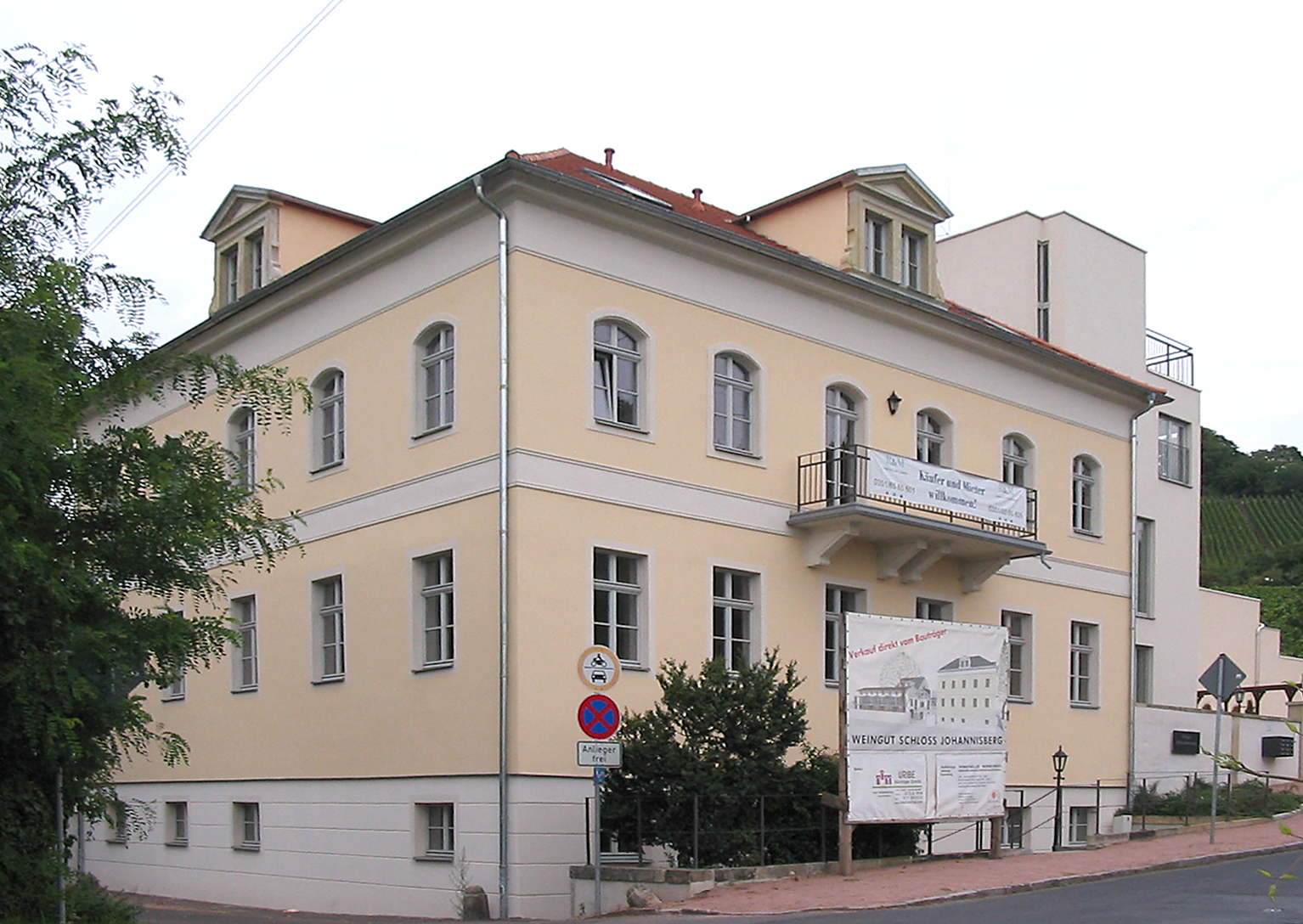
Herrenhaus Johannisberg, rechts im Hintergrund der Weinberg Johannisberg

Der Maschinenbau-Ingenieur und erste Automobilbauer in Sachsen Emil Nacke (* 29. Oktober 1843, Großwiederitzsch bei Leipzig; † 30. Mai 1933) erwarb 1897 das Weingut Johannisberg in Naundorf nördlich der Meißner Straße, in dem er bis zu seinem Lebensende auch wohnte. Der namensgleiche Weinberg, der inzwischen vom Sächsischen Staatsweingut Schloss Wackerbarth bewirtschaftet wird, ist Namensgeber für die Weinlage Radebeuler Johannisberg.
1902 gründeten die Einwohner die Freiwillige Feuerwehr Naundorf. 1905 erfolgte der Neubau der Schule in der Bertheltstraße 10, der das zu klein gewordene Schulhaus ersetzte. 1908 wurden der Friedhof Naundorf-Zitzschewig sowie die sich darauf befindliche Johanneskapelle geweiht. Der Friedhof, auf Naundorfer Flur gelegen, wird gemeinsam mit Zitzschewig genutzt. Friedhof und Kapelle sind eine Filialeinrichtung der Friedenskirche in Kötzschenbroda.

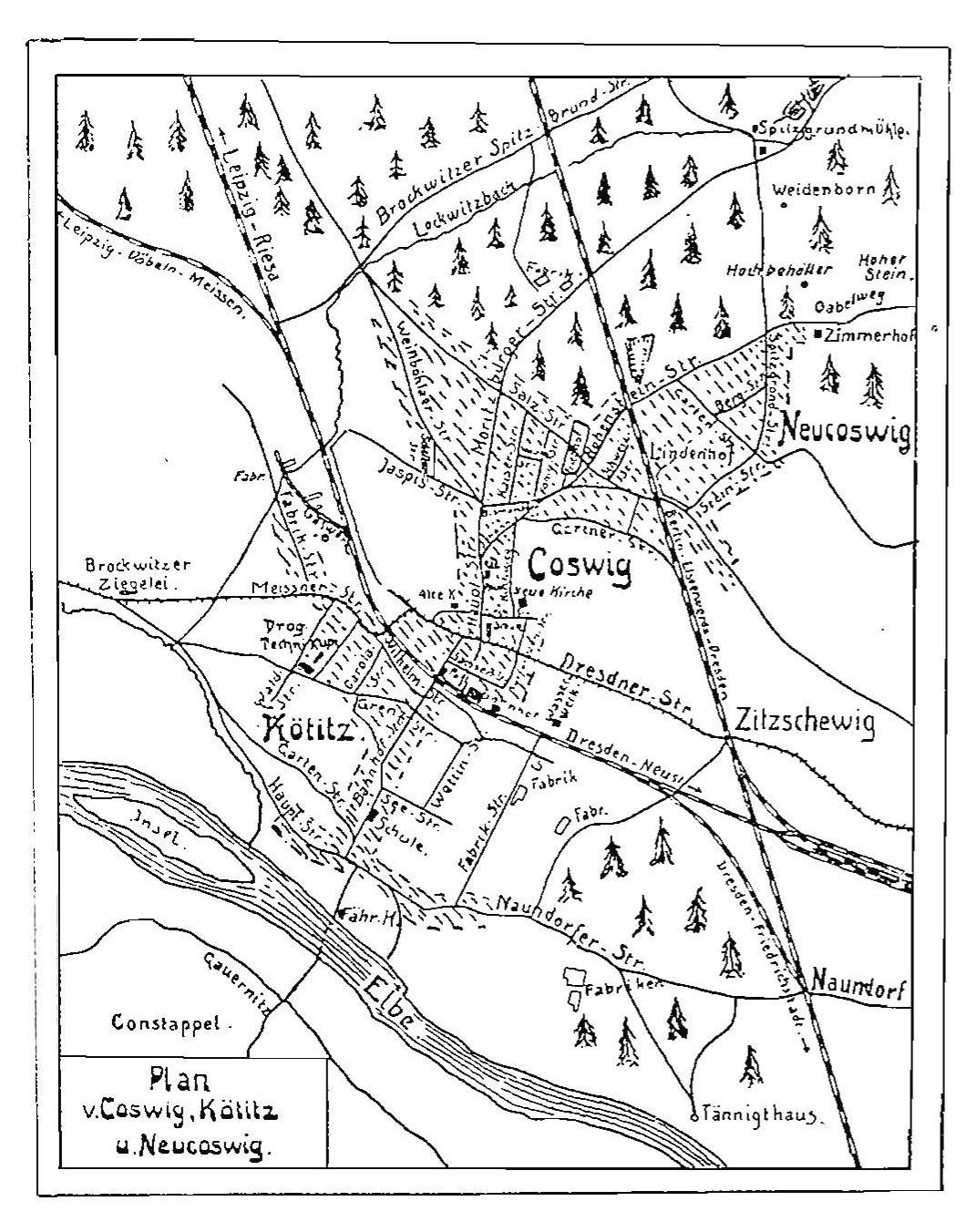
Späteres Naundorfer Industrieareal sowie das Eisenbahnkreuz (unteres rechtes Viertel), auf einer 1906 erschienenen Karte

Der Gemeinderat beschloss 1907, das südwestliche Areal des Gemeindegebiets an der Grenze zu Kötitz mit einem Fabrikviertel mit Bahnanschluss und Ausschiffungsplatz an der Elbe zu errichten, ergänzt durch dort benötigte Wohnungsbauten. Emil Nacke ließ dort 1911–1914 mit der Siedlung der Vereinigten Strohstoff-Fabriken Coswig eine „Kolonie von ca. 75 Arbeiter-Familien-Wohnungen“ nebst einem „Beamtenwohnhaus“ errichten. 1912 entstand im Industriegebiet in Naundorf durch Übernahme des Areals des in Konkurs gegangenen Stanz- und Emaillierwerks Victoria ein weiterer Betriebsteil der zu jener Zeit in Coswig angesiedelten Dresdner Schnellpressenfabrik, später als Druckmaschinenwerk Planeta größter Druckmaschinenhersteller der DDR, heute Werk Radebeul des Druckmaschinenherstellers Koenig & Bauer. In den 1930er Jahren entstand benachbart mit der Siedlung der Landessiedlungsgesellschaft Sachsen eine noch größere Wohnsiedlung.
1922 wurde am Anger ein Kriegerdenkmal errichtet.
Anfang der 1950er Jahre wurde aus einem Baggersee auf Naundorfer Flur das Lößnitzbad entwickelt.

### Einwohnerentwicklung
Vor dem Beitritt zur Nachbargemeinde Kötzschenbroda am 1. Oktober 1923 zählte Naundorf 2.800 Einwohner. Naundorf wurde, als sich 1935 die Stadt Kötzschenbroda (heute Radebeul-West) mit Radebeul zusammenschloss, zum Stadtteil Radebeuls.
| Jahr      | 1550 (1555)                                             | 1750 (1764)                                     | 1802 | 1834 | 1849 | 1871 | 1880 | 1890 | 1895  | 1900  | 1910  | 1919  | 1923  |
| Einwohner | 312 (57 besessene Mann, Gärtner u. Häusler 27 Inwohner) | 350 (29 besessene Mann, 17 Gärtner, 22 Häusler) | 355  | 415  | 505  | 505  | 748  | 963  | 1.334 | 1.866 | 2.294 | 2.684 | 2.800 |

### Gemeindevorstände

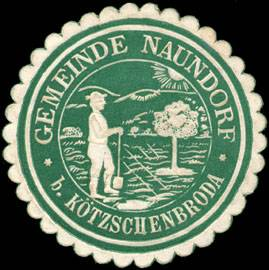
Ehemalige Siegelmarke der Gemeinde Naundorf bei Kötzschenbroda

- 1839–1845: Johann Gottfried Zscheile[15]
- 1846–1850: Johann Gottfried Tronicke
- 1851–1856: Friedrich August Wächter
- 1857–1864: Christian Gottlieb Heller
- 1864–1872: Johann Friedrich Mohn († 1909)
- 1872–1874: Gottlob Loose
- 1875–1876: Ernst Grötzsch
- 1877–1882: Karl Friedrich Hadrach
- 1883–1895: Friedrich August Benedix (* 24. März 1850; † 22. Oktober 1904)
- 1895–1896: Hermann Lauenstein
- 1896–1902: Ernst Otto Haupt
- 1902–1903: Erhard Neumann
- 1903–1923: Selmar Prasse

Selmar Prasse war der erste hauptberufliche Gemeindevorstand.

## Kultur- und Naturdenkmale

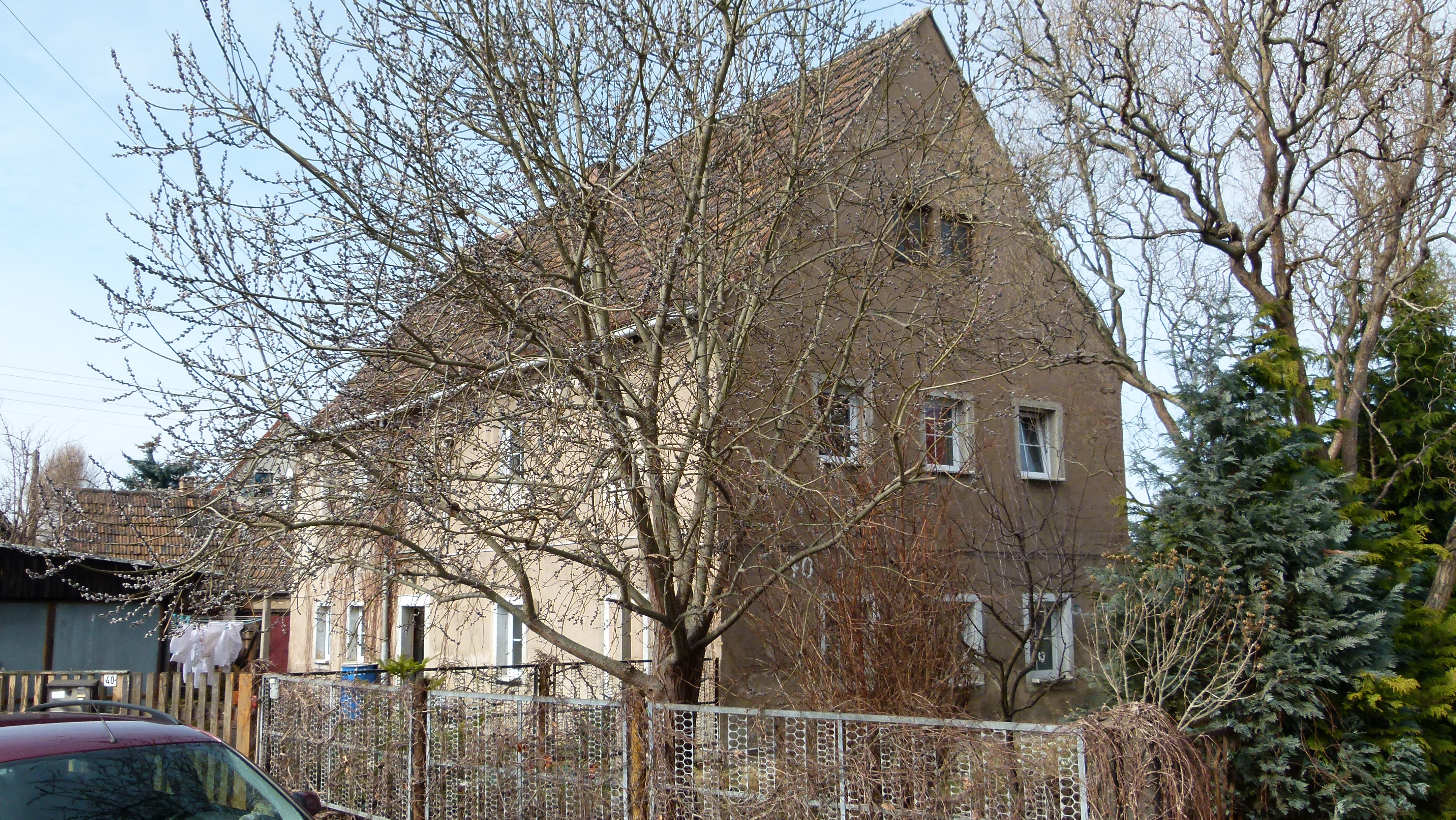
Das alte Schulhaus von 1783

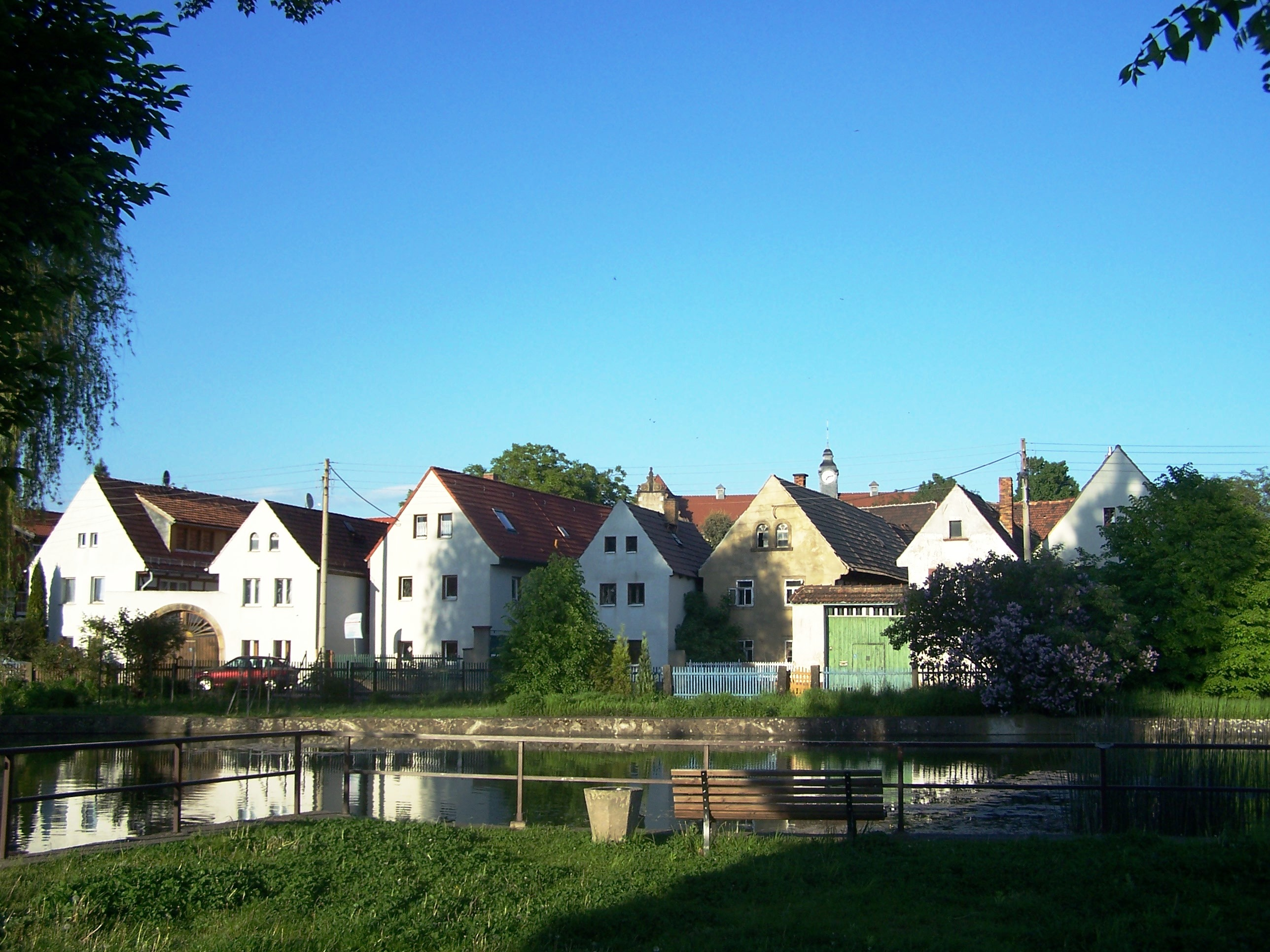
Altnaundorf: Blick über den Teich, im Hintergrund das Schulgebäude

Durch den schmalen Streifen Naundorfer Weinbergsflur verläuft ebenfalls das Landschaftsschutzgebiet, das mit seinen trockengesetzten Weinbergsmauern 1999 insgesamt als Historische Weinberglandschaft Radebeul auch unter Gebietsdenkmalschutz gestellt wurde. Dieses zieht sich von Oberlößnitz im Osten über Niederlößnitz und Naundorf bis hin nach Zitzschewig.
Der auf Naundorfer Flur liegende Friedhof Naundorf-Zitzschewig gilt als denkmalpflegerische Nebenanlage. Auf ihr steht die zu den Baudenkmälern zählende Johanneskapelle. aufgeführt. Nicht weit entfernt ist das Weingut Johannisberg, dessen Herrenhaus ebenfalls zu den Baudenkmälern zählt.
Bemerkenswert an Naundorf ist der gut erhaltene Anger des ursprünglichen Dorfkerns, dessen Bauernhäuser fast alle unter Denkmalschutz stehen. Am Nordende des Angers steht ein Kriegerdenkmal, am Südende der Gasthof Naundorf, eines der fünf historischen Brauschenkengütern der Lößnitz, der jedoch aufgrund seines schlechten Zustands nicht unter die Baudenkmäler des Ortes zu zählen ist.
Am Westrand der Gemeindefläche von Naundorf steht die Siedlung der Vereinigten Strohstoff-Fabriken Coswig, eine „Arbeiterkolonie“ der 1910er Jahre im frühen Heimatschutzstil. Unmittelbar benachbart sind die „Volkswohnungen“ der Siedlung der Landessiedlungsgesellschaft Sachsen aus den späten 1930er Jahren.
Das Gartengrundstück des denkmalgeschützten Zweiseithofs An der Unterführung 5 wurde mit dem Radebeuler Bauherrenpreis 2001 in der Kategorie Sonderpreis für Freiflächen- und Gartengestaltung ausgezeichnet.
Eine „weit und breit einzigartige mauerartige Gesteinsformation“ findet sich am Eingang der Kottenleite, dem Beginn des Himmelsbuschs. Sie besteht aus graugrünem Syenit und braunrotem Porphyrit; sie ist als Naturdenkmal unter Schutz gestellt.

## Persönlichkeiten

Emil Nacke hinter dem Steuer eines Coswiga, 1910

Der erste Automobilbauer in Sachsen Emil Nacke (1843–1933) erwarb 1897 das Weingut Johannisberg in Naundorf nördlich der Meißner Straße an der Kottenleite, in dem er bis zu seinem Lebensende auch wohnte. Der namensgleiche Weinberg, der inzwischen zu Schloss Wackerbarth gehört, ist Namensgeber für die Weinlage Radebeuler Johannisberg. Nacke war ein erfolgreicher Winzer. Im Kötzschenbrodaer General-Anzeiger vom 3. September 1903 bestätigte ihm die Kommission zur Reblauskontrolle: „… dieser wirklich mit vielen Geldopfern, prächtig angelegte Weinberg verdient die höchste Anerkennung und zeichnen sich die Reben durch äußerst üppigen, kräftigen Wuchs aus.“ Der Johannisberg war einer der wenigen Weinberge in der Lößnitz, der wegen seines kalkhaltigen Bodens von der Reblauskatastrophe verschont blieb.
Bis zur Gründung von Niederlößnitz 1839 lag das Anwesen Schloss Wackerbarth auf Naundorfer Flur. Das heißt, die mit dem Besitz verbundenen Personen bis 1839 sind auch Teil der Naundorfer Geschichte, wie beispielsweise August Christoph von Wackerbarth, Joseph Anton Gabaleon von Wackerbarth-Salmour und der Raugraf August Josef Ludwig von Wackerbarth. Auch andere Wackerbarth-Besitzer gehören dazu, wie Christian Friedrich von Gregory, dem ebenfalls Haus Sorgenfrei gehörte, der Schriftsteller Carl Lang und dessen Schwiegersohn Carl Vogel. Dessen Tochter, die Schriftstellerin und Sängerin Elise Polko, wurde auf Schloss Wackerbarth geboren. Der Pädagoge Johann Peter Hundeiker, der im Unteren Berghaus auf Neufriedstein (ebenfalls Naundorfer Flur, ab 1839 Niederlößnitz) wohnte, unterrichtete von 1819 bis 1823 an Carl Langs Knabenerziehungsanstalt auf Schloss Wackerbarth.

## Industriegebiet Naundorf

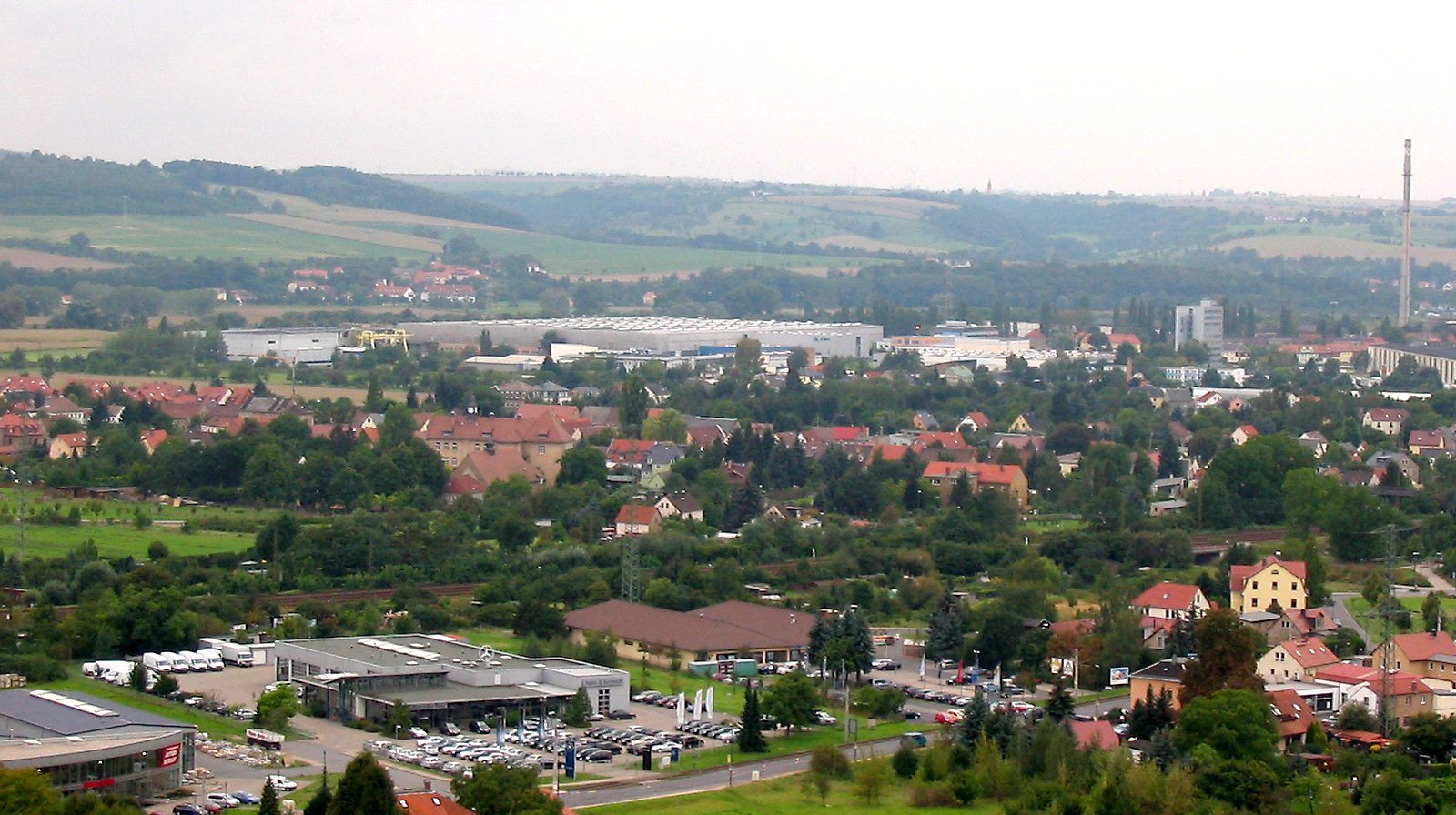
Koenig & Bauer AG Werk Radebeul, vom Jacobstein aus gesehen (im Hintergrund)

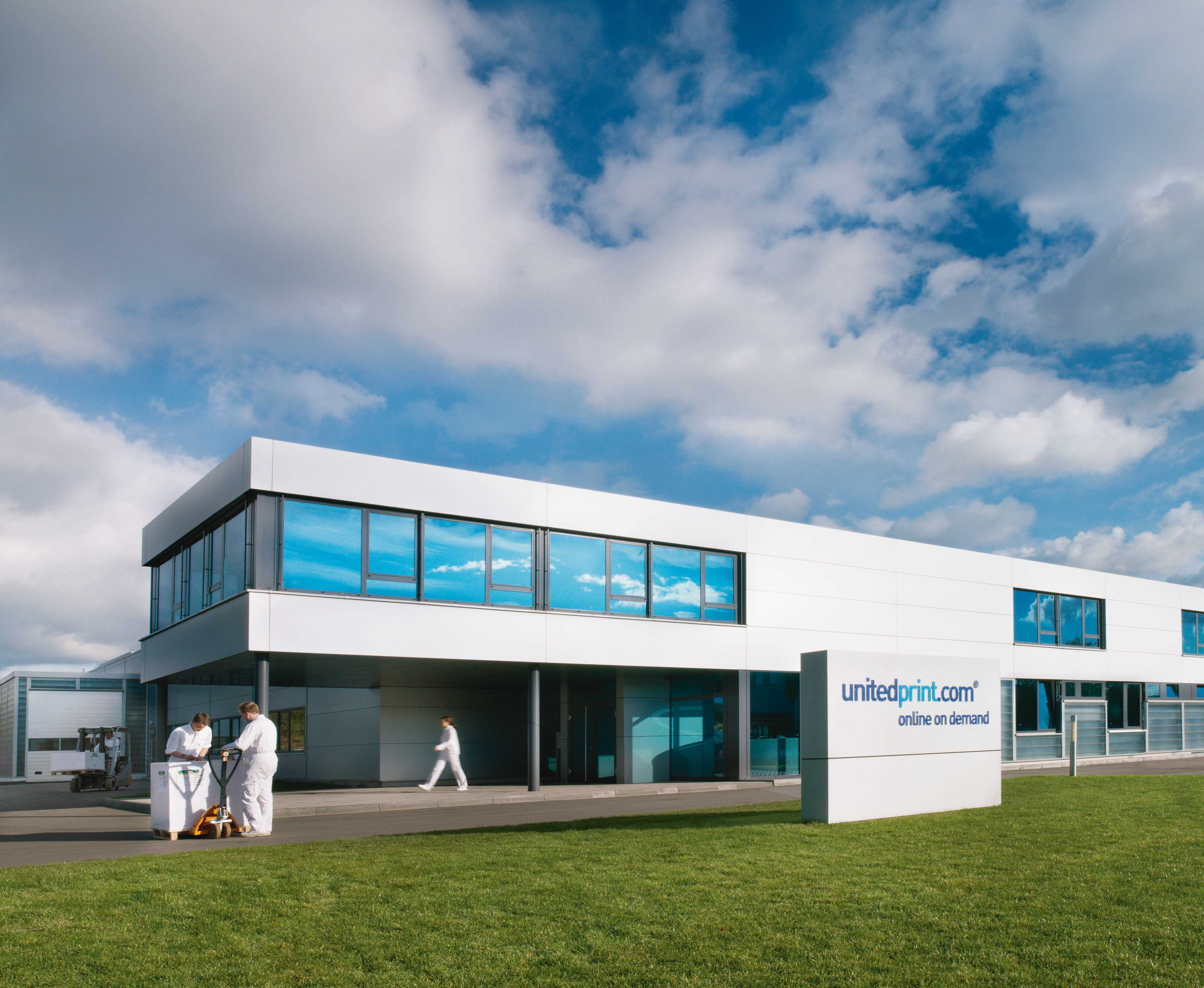
Produktionsstätte der Unitedprint.com

Seit über 100 Jahren werden in Radebeul Druckmaschinen gebaut. Im Industriegebiet von Naundorf sitzt der Bogenoffsetdruckmaschinenbauer Koenig & Bauer AG Werk Radebeul (ehemals Planeta), größter industrieller Arbeitgeber Radebeuls mit etwa 1375 Mitarbeitern (Stand 2010). Im Jahr 2008 wurde das Werk Radebeul der Koenig & Bauer (KBA) für die Sanierung der „aus über hundertjähriger Werkstradition überlieferten Bausubstanz“ einschließlich eines Büro-Hochhauses in Plattenbauweise und deren funktionsgerechter „Ergänzung mit architektonisch anspruchsvollen Neubauten“ mit dem Radebeuler Bauherrenpreis in der Kategorie Bauen im Bestand ausgezeichnet. Bereits im Jahr 2005 war der für den Standort Radebeul verantwortliche KBA-Vorstand für Produktionstechnik, Frank Junker, als Kunst- und Kulturförderer mit dem Kunstpreis der Großen Kreisstadt Radebeul ausgezeichnet worden.
Seit 2003 ist im Naundorfer Industriegebiet, Friedrich-List-Straße 3, mit der Firma unitedprint.com SE (print24) eine Online-Druckerei ansässig, die als Neueinrichtung nach Aufgabe des 2002 in Meißen überfluteten MDH Meißener Druckhauses entstand. Die Unternehmung betreibt nach eigenen Angaben mittlerweile Niederlassungen in 26 Ländern und beschäftigt mehr als 600 Mitarbeiter.
Auf dem Grundstück schräg gegenüber, Friedrich-List-Straße 4, produziert die Ellerhold Gruppe, ein bereits 1987 bei Nürnberg gegründeter Hersteller von Druckerzeugnissen für die Innenwerbung wie auch mit Großplakaten für die Außenwerbung, für Kartons, Verpackungen und Etiketten, die zu Teilen auch auf Druckmaschinen von Koenig & Bauer hergestellt werden. Ellerhold ist mit fünf Produktions- und zwölf Vertriebsstandorten in zahlreichen europäischen Ländern vertreten. 2013 wurde mit 500 Mitarbeitern ein Umsatz von 80 Millionen Euro erwirtschaftet.
In der Kötitzer Straße 110 sitzt das ThyssenKrupp Stahl Service Center mit der ThyssenKrupp Schulte, die als führendes Stahlhandelsunternehmen am Standort bereits seit 1926 besteht. Der Betrieb firmierte ab 1949 als Dresdner Eisen- und Stahlhandel, ab 1967 als Metallhandel Dresden bzw. 1969 als Metallurgiehandel und wurde 1990 durch Thyssen Schulte übernommen.